# Welcome to The Rock'n Roll Show
『Welcome to The Rock'n Roll Show』は、HOUND DOGが1980年5月1日にリリースした1枚目のオリジナル・アルバム。先行デビュー・シングル「嵐の金曜日」を含む全10曲。当時はメンバー各々で作詞作曲を完結させる流れをとっていた。

## 収録曲
全編曲：HOUND DOG
1. Welcome to The Rock'n Roll Show　[4:20]
  - 作詞・作曲：蓑輪単志
2. P.S.I Love You　[3:43]
  - 作詞・作曲：八島順一
3. Dreamin' Girl　[3:41]
  - 作詞・作曲：高橋良秀
4. Last Night Last Time　[4:53]
  - 作詞・作曲：八島順一
5. 嵐の金曜日　[5:21]
  - 作詞・作曲：八島順一
6. Rock'n Street　[4:02]
  - 作詞・作曲：蓑輪単志
7. ダンスはスンダ　[3:50]
  - 作詞・作曲：藤村一清
8. Dirty Joke　[4:03]
  - 作詞：藤村一清
  - 作曲：海藤節生
9. My Dear Friend　[6:13]
  - 作詞・作曲：八島順一
10. だから大好き,ロックンロール　[4:50]
  - 作詞：大友康平
  - 作曲：蓑輪単志

## ミュージシャン
- 大友康平：リードボーカル
- 八島順一：ギター
- 高橋良秀：ギター
- 蓑輪単志：キーボード
- 海藤節生：ベース
- 藤村一清：ドラム